# Thelyschista
Thelyschista es un género monotípico de orquídeas perteneciente a la subfamilia Orchidoideae. Su única especie: Thelyschista ghillanyi (Pabst) Garay (1980), es originaria de Brasil.

## Descripción
Este género se distingue por detalles de la estructura floral, como el rostelo con tres dientes carnosos y rígidos, el viscidio masivo, y las polinias cuyos ápices se adhieren lateralmente a la porción media de la superficie dorsal del viscidio.

## Distribución
Es originaria de los campos rocosos de Bahía en Brasil , a una altitud de unos 800 metros.

## Taxonomía
El género fue descrito por el botánico estadounidense Leslie A. Garay y publicado en Botanical Museum Leaflets 28(4): 377-8, en el año 1982, caracterizado por la especie tipo Thelyschista ghillanyi ( Pabst ) Garay, antes descrita como Odontorrhynchus ghillanyi Pabst. 

## Etimología
El nombre viene del griego thelys , mujeres y schistos, dividido, en referencia al estigma de las flores que se compone de dos áreas separadas.

## Sinonimia
- Odontorrhynchus ghillanyi Pabst, Bradea 2: 166 (1977).[1]